# لامبدا-سی دی ام
لامبدا-سی‌دی‌ام (به انگلیسی: Lambda-CDM(ΛCDM )) یا ماده تاریک سرد لامبدا، حاصل  پارامتری‌سازی مدل مه‌بانگ در کیهان‌شناسی فیزیکی است. در این مدل جهان شامل یک ثابت کیهانی(Λ) - که وجود آن به انرژی تاریک نسبت داده می‌شود - و همچنین ماده تاریک سرد (CDM) است. اغلب از این مدل با نام مدل استاندارد کیهان‌شناسی مه‌بانگ یاد می‌شود زیرا ساده‌ترین مدلی است که توضیح خوبی برای این ویژگی‌های کیهان ارائه می‌دهد:
- وجود و ساختار تابش زمینه کیهانی
- ساختار بزرگ مقیاس در توزیع کهکشانها
- فراوانی هیدروژن(و دوتریم)، هلیم و لیتیم
- انبساط شتابدار کیهان که با مشاهده نور رسیده از کهکشانها و ابرنواخترهای دوردست، کشف شد.

این مدل بر این پندار استوار است که نسبیت عام در مقیاس کیهانی نیز نظریه معتبری برای توصیف گرانش است. مدل لامبدا-سی‌دی‌ام در اواخر دهه ۱۹۹۰، پس از یک دوره زمانی که طی آن مشاهدات مربوط به ویژگی‌های مختلف جهان با یکدیگر همخوانی نداشتند و هیچ اجماعی در مورد اجزای تشکیل‌دهنده چگالی انرژی جهان وجود نداشت، به عنوان یک کیهان‌شناسی تطبیقی معرفی شد.
مدل لامبدا-سی‌دی‌ام را می‌توان از طریق افزودن مفهوم تورم کیهانی یا اثیر ویا سایر عناصری که موضوعات پژوهش و گمانه‌زنی‌های کنونی هستند، گسترش داد.
برخی از مدل‌های جایگزین لامبدا-سی‌دی‌ام فرضیات آن را زیر سؤال می‌برند. نمونه این مدل‌ها دینامیک نیوتنی اصلاح‌شده، گرانش اصلاح‌شده و نظریه‌های تغییرات بزرگ‌مقیاس در چگالی ماده جهان هستند.

## بررسی کلی
بیشتر مدل‌های کیهان‌شناسی برپایه اصل کیهان شناختی بنا شده‌اند. این اصل بیان می‌کند که مکان ما به عنوان مشاهده گر در جهان مکان غیرمعمول و ویژه‌ای نیست؛ دریک مقیاس به اندازه کافی بزرگ، جهان در همه جهات(همسانگردی) و از هر نقطه ای(همگنی) یکسان به نظر می‌رسد.
Λ برای نمایش ثابت کیهانی به کار می‌رود که در حال حاضر آن را به انرژی خلا یا انرژی تاریک نسبت می دهند که درفضای خالی وجود دارد و عاملی است که باعث می‌شود با وجود نیروهای جاذبه گرانشی جهان به انبساط شتابدارش ادامه دهد. یک ثابت کیهانی دارای فشار منفی است، {\displaystyle p=-\rho c^{2}}؛ این فشار منفی به گشتاور انرژی-استرس در نسیبت عام کمک می‌کند و باعث انبساط شتابدار می‌شود. ثابت کیهان‌شناسی به صورت {\displaystyle \Omega _{\Lambda }} نمایش داده می‌شود و عبارت است از کسری از چگالی جرم-انرژی کل یک جهان تخت که مربوط به انرژی تاریک است. در حال حاضر تخمین زده می‌شود که ۷۳٪ کل چگالی انرژی جهان کنونی را انرژی تاریک تشکیل می‌دهد.
ماده تاریک سرد شکلی از ماده است که برای توجیه آثار گرانشی مشاهده شده در ساختارهای بسیار بزرگ مقدار(مانند آنومالی‌ها در چرخش کهکشانها، همگرایی گرانشی نور توسط خوشه‌های کهکشانی و خوشه بندی بهبود یافته کهکشانها) ضروری است. زیرا این مشاهدات را نمی توان با توجه به جرم ماده معمولی موجود در جهان توجیه نمود. ماده تاریک را سرد(به این معنی که سرعت آن در دوره برابری تابش-ماده غیر نسبیتی و بسیار کمتر از سرعت نور بوده‌است)، غیرباریونی (از پروتون و نوترون تشکیل نشده)، بدون اتلاف (نمی‌تواند با تابش فوتون سردتر شود). ماده تاریک امروزه ۲۳٪ چگالی جرم انرژی جهان را تشکیل می‌دهد.
۴٫۵٪ باقی‌مانده را ماده معمولی باریونی قابل مشاهده تشکیل می‌دهد. همچنین چگالی انرژی شامل کسر بسیار کوچکی (تقریباً ۰٫۰۱٪) به شکل تابش زمینه کیهانی، و ۰٫۰۵ به شکل نوترینو وجود دارد.